# هماهنگ‌کننده ضدتروریسم هلند

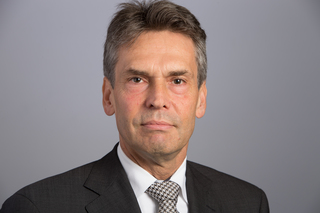
دیک شوف (هماهنگ‌کننده ضد تروریسم هلند ۲۰۱۵)

هماهنگ‌کننده ضدتروریسم هلند (انگلیسی: Nationaal Coördinator Terrorismebestrijding en Veiligheid) یا (NCTV) واحد رسمی مبارزه با تروریسم در هلند است که در ژانویه ۲۰۰۵ تأسیس شد و در اکتبر ۲۰۱۲ بزرگ شده و تغییر نام داده‌است. مسئولیت واحد NCTV با وزیر دفاع و دادگستری هلند (وزیری که رهبری ضدتروریسم را نیز به عهده دارد) است. واحد NCTV مسئول حمل و نقل هوایی غیرنظامی است  و تهدیدهای تروریستی را نیز تحلیل می‌کند و سطح تهدید داخلی (حداقل، محدود، قابل توجه یا بحرانی) در هلند را تعیین می‌کند.
در آوریل ۲۰۰۷ واحد NCTV نشان داد که هلند به طور خاص در وب سایت‌های تروریست‌های بین‌المللی ذکر شده‌است و مشخص شد که این کشور دارای ۲۵۰۰ تا ۳۰۰۰ نفر رادیکال بالقوه اسلامی بوده‌است.
این واحد در تحقیقات پرواز ۲۵۳ هواپیمایی شمال غربی که یک اقدام حمله با بمب در پرواز بود شرکت داشت. این حمله در ۲۵ دسامبر ۲۰۰۹ رخ داد که از فرودگاه لاگوس شروع شده بود.